# Nuoto ai Giochi della XXXIII Olimpiade - 200 metri dorso maschili
La gara di nuoto dei 200 metri dorso maschili dei Giochi della XXXIII Olimpiade di Parigi è stata disputata tra il 31 luglio e il 1º agosto 2024 presso l'Olympic Aquatics Centre alla Paris La Défense Arena.

## Record
Prima della competizione il record del mondo e il record olimpico erano i seguenti:
| Record mondiale | 1'51"92 | Aaron Peirsol Stati Uniti | 31 luglio 2009 Roma, Italia    |
| Record olimpico | 1'53"27 | Evgenij Rylov ROC         | 30 luglio 2021 Tokyo, Giappone |

## Programma
| Data           | Ora (UTC+1) | Turno      |
| -------------- | ----------- | ---------- |
| 31 luglio 2024 | 10:00       | Batterie   |
| 31 luglio 2024 | 19:37       | Semifinali |
| 1 agosto 2024  | 17:30       | Finale     |

## Risultati

### Batterie
| Pos. | Batterie | Corsia | Atleta                    | Nationalità   | Tempo   | Note             |
| ---- | -------- | ------ | ------------------------- | ------------- | ------- | ---------------- |
| 1    | 3        | 5      | Roman Mityukov            | Svizzera      | 1'56"62 | Q                |
| 2    | 4        | 2      | Lukas Märtens             | Germania      | 1'56"89 | Q                |
| 3    | 2        | 6      | Pieter Coetze             | Sudafrica     | 1'56"92 | Q                |
| 4    | 4        | 4      | Hubert Kós                | Ungheria      | 1'57"01 | Q                |
| 5    | 3        | 4      | Ryan Murphy               | Stati Uniti   | 1'57"03 | Q                |
| 6    | 2        | 4      | Hugo González de Oliveira | Spagna        | 1'57"08 | Q                |
| 7    | 2        | 7      | Apostolos Christou        | Grecia        | 1'57"18 | Q                |
| 8    | 3        | 7      | Hidekazu Takehara         | Giappone      | 1'57"23 | Q                |
| 9    | 4        | 3      | Apostolos Siskos          | Grecia        | 1'57"26 | Q                |
| 10   | 3        | 2      | Lee Ju-ho                 | Corea del Sud | 1'57"39 | Q                |
| 11   | 4        | 5      | Keaton Jones              | Stati Uniti   | 1'57"54 | Q                |
| 12   | 4        | 7      | Oliver Morgan             | Gran Bretagna | 1'57"56 | Q                |
| 13   | 3        | 3      | Mewen Tomac               | Francia       | 1'57"62 | Q                |
| 14   | 2        | 1      | Thomas Ceccon             | Italia        | 1'57"69 | Q                |
| 15   | 2        | 2      | Yohann Ndoye-Brouard      | Francia       | 1'57"92 | Q                |
| 16   | 4        | 6      | Ádám Telegdy              | Ungheria      | 1'57"98 | Q                |
| 17   | 3        | 1      | Ksawery Masiuk            | Polonia       | 1'58"01 |                  |
| 18   | 1        | 4      | Se-Bom Lee                | Australia     | 1'58"30 |                  |
| 19   | 4        | 8      | Blake Tierney             | Canada        | 1'58"39 |                  |
| 20   | 3        | 6      | Oleksandr Zheltyakov      | Ucraina       | 1'58"41 |                  |
| 21   | 1        | 5      | Kane Follows              | Nuova Zelanda | 1'58"63 |                  |
| 22   | 1        | 3      | David Gerchik             | Israele       | 1'58"79 |                  |
| 23   | 2        | 8      | Kai van Westering         | Paesi Bassi   | 1'58"99 |                  |
| 24   | 3        | 8      | Matteo Restivo            | Italia        | 1'59"05 |                  |
| 25   | 2        | 3      | Bradley Woodward          | Australia     | 2'00"50 |                  |
| 26   | 1        | 6      | Yeziel Morales            | Porto Rico    | 2'00"60 |                  |
| 27   | 1        | 2      | Ziyad Saleem              | Sudan         | 2'01"44 |                  |
| 28   | 1        | 7      | Denilson Cyprianos        | Zimbabwe      | 2'01"91 | Record nazionale |
|      | 2        | 5      | Xu Jiayu                  | Cina          | DNS     | DNS              |
|      | 4        | 1      | Luke Greenbank            | Gran Bretagna | DSQ     | DSQ              |

### Semifinali
| Pos. | Batterie | Corsia | Atleta                    | Nationalità   | Tempo   | Note |
| ---- | -------- | ------ | ------------------------- | ------------- | ------- | ---- |
| 1    | 1        | 5      | Hubert Kós                | Ungheria      | 1'55"96 | Q    |
| 2    | 2        | 4      | Roman Mityukov            | Svizzera      | 1'56"05 | Q    |
| 3    | 2        | 5      | Pieter Coetze             | Sudafrica     | 1'56"09 | Q    |
| 4    | 1        | 4      | Lukas Märtens             | Germania      | 1'56"33 | Q    |
| 4    | 2        | 6      | Apostolos Christou        | Grecia        | 1'56"33 | Q    |
| 6    | 2        | 7      | Keaton Jones              | Stati Uniti   | 1'56"39 | Q    |
| 7    | 2        | 1      | Mewen Tomac               | Francia       | 1'56"43 | Q    |
| 8    | 1        | 3      | Hugo González de Oliveira | Spagna        | 1'56"52 | Q    |
| 9    | 1        | 1      | Thomas Ceccon             | Italia        | 1'56"59 |      |
| 10   | 2        | 3      | Ryan Murphy               | Stati Uniti   | 1'56"62 |      |
| 11   | 1        | 2      | Lee Ju-ho                 | Corea del Sud | 1'56"76 |      |
| 12   | 1        | 7      | Oliver Morgan             | Gran Bretagna | 1'57"28 |      |
| 13   | 1        | 8      | Ádám Telegdy              | Ungheria      | 1'57"58 |      |
| 14   | 2        | 2      | Apostolos Siskos          | Grecia        | 1'57"77 |      |
| 15   | 1        | 6      | Hidekazu Takehara         | Giappone      | 1'58"03 |      |
| 16   | 2        | 8      | Yohann Ndoye-Brouard      | Francia       | 1'58"65 |      |

### Finale
| Pos.    | Corsia | Atleta                    | Nationalità | Tempo   | Note |
| ------- | ------ | ------------------------- | ----------- | ------- | ---- |
| Oro     | 4      | Hubert Kós                | Ungheria    | 1'54"26 |      |
| Argento | 2      | Apostolos Christou        | Grecia      | 1'54"82 |      |
| Bronzo  | 5      | Roman Mityukov            | Svizzera    | 1'54"85 |      |
| 4       | 1      | Mewen Tomac               | Francia     | 1'55"38 |      |
| 5       | 7      | Keaton Jones              | Stati Uniti | 1'55"39 |      |
| 6       | 8      | Hugo González de Oliveira | Spagna      | 1'55"47 |      |
| 7       | 3      | Pieter Coetze             | Sudafrica   | 1'55"60 |      |
| 8       | 6      | Lukas Märtens             | Germania    | 1'55"97 |      |